# Inflação no Sudão
A inflação tem sido um problema significativo para a economia sudanesa nos últimos anos.

## História
Durante a década de 1970, o governo do Sudão compilou dados mensais sobre os preços ao consumidor, com base em dados coletados nas três cidades da área da capital, Omdurman, Cartum e Cartum Norte. No início da década de 1970, a inflação anual era moderada, entre 9 e 10 por cento. De 1973 em diante, a taxa de inflação cresceu por causa da inflação mundial contínua, um aumento na oferta de moeda resultante do financiamento do déficit do governo central e de empréstimos de empresas estatais, escassez de bens de consumo, problemas de abastecimento causados por deficiências de transporte e aumento do setor privado empréstimo de setor. Em 1989, os preços aumentavam 74% ao ano.
As pressões inflacionárias continuaram durante a década de 1990. Os preços aumentaram em mais de 100 por cento ao ano durante 1991–94, com a taxa atingindo um máximo de 130 por cento em 1996. A implementação do programa de reforma do Fundo Monetário Internacional em 1997, junto com as reformas monetárias do banco central e a queda dos preços das commodities não petrolíferas importadas e produtos manufaturados, desacelerou a inflação para menos de 47 por cento naquele ano, menos de 20 por cento em 1998 e 1999, e para um dígito em 2000. A inflação foi de 7,2 por cento em 2006. Embora outros países da região tenham experimentado quedas na inflação em recessão em 2009, um aumento nos preços nos meses finais daquele ano empurrou a taxa de inflação no Sudão para uma média anual de 11,2% e para 13% em 2010.

## Desdobramentos recentes
Entre 2011 e 2017, as taxas de inflação variaram entre cerca de 17% e 44%.
Em meados de 2018, a taxa de inflação atingiu 64%, a terceira maior do mundo depois do Sudão do Sul e da Venezuela quando o Sudão passou por uma crise econômica. Em 2020, as taxas de inflação atingiram um recorde de 212%.